# Пантократор
Пантократор или Сведржитељ (грч. παντοκρατωρ) је главна слика у Христовој иконографији, представљајући Христа као небеског цара и судију. Бог се у Старом и Новом завету много пута назива Свемогућим. Христос се може приказати у целој дужини, седећи на трону, до појаса или до прса. У левој руци је свитак или Јеванђеље а десна рука благосиља.

## Порекло и значење
Епитет „Свемогући”, написан поред имена Исуса Христа, између осталог изражава догму о оваплоћењу: епитет „Свемогући” у пуној мери се односи и на Божанску и на људску природу Христа као спаситеља. Саставни је део грчких речи παν (све) и κρατος (снага). Епитет се најчешће схвата као значење свемоћи, односно способности да се створи апсолутно све што је један од прерогатива Бога. Другим речима, мање књижевни превод речи пантократор је реч Сведржитељ или Владар свега/Владар света.
Историјски се тај појам појавио у ранохришћанском друштву, када су преводиоци Светог писма све више осећали потребу да на грчки језик преведу једно од хебрејских Божијих имена (Ел Шадај) која се налазе у Старом завету/Танаху.